# Lưu Cứ
Lưu Cứ (Phồn thể: 劉據; giản thể: 刘据, 128 TCN - 91 TCN), hay còn gọi là Lệ Thái tử (戾太子) hoặc Vệ Thái tử (衛太子), là Hoàng trưởng tử của Hán Vũ Đế Lưu Triệt và Hoàng hậu Vệ Tử Phu, cũng là Hoàng thái tử đầu tiên dưới thời Hán Vũ Đế. 
Do là Đích trưởng tử nên khi mới lên 7 tuổi, Lưu Cứ đã được Hán Vũ Đế lập làm Hoàng thái tử. Năm 91 TCN, xảy ra Vụ án Vu cổ, Thái tử Lưu Cứ bị gian thần Giang Sung gièm pha và bị bức ép tạo phản, cuối cùng thất bại phải tự vẫn. Về sau cháu nội ông, Hán Tuyên Đế Lưu Tuân đăng cơ đã tôn ông là Lệ Thái tử theo đúng quy tắc.

## Cuộc đời

### Thuở thiếu thời
Tuy là con trai trưởng của Hán Vũ Đế nhưng Lưu Cứ chào đời tương đối muộn vào năm Nguyên Sóc nguyên niên (128 TCN) khi Vũ Đế đã 29 tuổi. Khi đó mẹ ông, Vệ Tử Phu vẫn còn là Phu nhân của Vũ Đế. Vệ phu nhân được Vũ Đế chuyên sủng, trước Lưu Cứ bà sinh hạ ba vị công chúa là Vệ Trưởng công chúa, Thạch Ấp công chúa và Chư Ấp công chúa. Đến khi sinh Hoàng trưởng tử, Vũ Đế rất đỗi vui mừng, sai Đông Phương Sóc làm "Hoàng thái tử sinh phú" (皇太子生赋) cùng "Lập Hoàng tử môi chúc" (立皇子禖祝). Vì cảm tạ trời xanh ban cho đệ nhất hoàng tử, Vũ Đế bèn xây dựng linh đường tôn thờ thần sinh nở Cú Mang (句芒) thời thượng cổ, từ đó đặt tên con là Lưu Cứ (劉據).
Năm Nguyên Thú nguyên niên (122 TCN), khi đã được 7 tuổi, Hán Vũ Đế chính thức lập ông làm Hoàng thái tử. Tư Mã Trinh trong cuốn Sử ký tắc ẩn có nói:「"Con trai của Vệ Tử Phu gọi là Vệ Thái tử, con gái là Vệ Trưởng công chúa. Là con gái cả của Hoàng hậu, nên gọi Trưởng công chúa, không phải ý chỉ chị em gái của Hoàng đế"」, vì vậy đương thời Lưu Cứ thường được gọi là [Vệ Thái tử]. Khi thành niên, Hán Vũ Đế dốc lòng muốn một Thái phó uyên thâm để giảng dạy cho Lưu Cứ. Từ khi còn là Thái tử, Vũ Đế đã được Hán Cảnh Đế tìm một gia sư cực kỳ nghiêm khắc là Thạch Phấn (石奋), một cựu thần tận thời Hán Cao Tổ Lưu Bang, năm 15 tuổi đã theo phò Cao Tổ. Vì công lao phục vụ đời đời này, nhà họ Thạch con cháu đều làm quan đến 2.000 thạch, thế xưng "Vạn Thạch Quân" (万石君). Thời Lưu Cứ trưởng thành, Thạch Phấn đã qua đời, con cả vì để tang cha mà cũng mệt rồi mất, chỉ còn con thứ là Thạch Khánh (石慶), đương khi ấy vẫn làm còn Thái thú của đất Phái. Lúc này, Hán Vũ Đế sùng bái học thuyết "Công Dương" đề cao tính Đế vương và chủ trương bình định thiên hạ, nên dặn sĩ phu giảng dạy cho Lưu Cứ chú trọng vào, đọc Công Dương truyện, học thuyết Công Dương cũng từ đây hưng thịnh. Đợi sau khi Lưu Cứ học xong Công Dương truyện, nhưng bản tính ông chuộng tri thức uyên thâm nên rất thích Cốc Lương truyện giảng giải về lý luận, do vậy ông lén lút thỉnh giáo Hà Khâu Giang Công, một học sĩ đương thời nổi tiếng và được đề cao không thua kém gì người biên tập Công Dương truyện là Đổng Trọng Thư.
Khi Lưu Cứ dần trưởng thành, Hán Vũ Đế đặc biệt cho dựng một nơi gọi là Đông Cung cho ông, nằm ở phía Nam của Trường An, đặt làm Bác Vọng uyển (博望苑), mang ý "Uyên bác quan vọng". Tuy bản thân Vũ Đế không thích thần tử kết giao khách khứa, nhưng ông đã ban cho Lưu Cứ nơi ấy, lại cho phép kết giao người khác khắp thiên hạ, tự gầy dựng mối quan hệ và thế lực, do đó ngày càng có nhiều tứ phương bác sĩ theo về Lưu Cứ. Mà xem cách Lưu Cứ kết giao, rất nhiều người không hỏi xuất thân.

### Thái tử nhân đức
Với vai trò người kế vị, từ năm Nguyên Đỉnh thứ 4 (113 TCN), tức khoảng hơn 15 tuổi, Lưu Cứ thành hôn với Sử lương đệ và sinh Hoàng tôn Lưu Tiến, từ đấy Thái tử Lưu Cứ bắt đầu chính thức trưởng thành và tham gia vào các công việc triều chính. Sử sách ghi nhận Thái tử Lưu Cứ tính tình ôn hòa, thương dân và thiếu tài trị nước, trái hẳn với cha mình, nên thường sinh ra mâu thuẫn. Ông thường khuyên can cha nên bớt gây chiến tranh với các nước khác, nhưng Vũ Đế thường không hài lòng. Cùng với đó Vệ Hoàng hậu nhan sắc ngày một kém và các vị phu nhân khác như Vương phu nhân sinh Tề Hoài vương Lưu Hoành, Lý Cơ sinh Yến vương Lưu Đán và Quảng Lăng Lệ vương Lưu Tư, Lý phu nhân còn đột ngột đoạt sủng sinh Xương Ấp Ai vương Lưu Bác, nên địa vị của mẹ con Lưu Cứ bị lung lay, không còn được Hoàng đế sủng ái như trước nữa. 
Do không được cha mình coi trọng nên Thái tử và Vệ Hoàng hậu phải dựa cậy rất nhiều vào thế lực của Đại tướng quân Vệ Thanh, em trai của Vệ hậu. Càng ngày, Vũ Đế càng biết hai mẹ con Lưu Cứ càng không yên lòng về địa vị của mình, nên gặp Vệ Thanh và nói: 「"Quốc triều của trẫm lấy quân công mà lập, ngoại di càng lấn lướt, nếu không suất chinh thì thiên hạ không yên. Nhưng nếu hậu nhân ai cũng như trẫm thì sẽ lại như vết xe đổ của triều Tần. Thái tử có tính ổn trọng đoan tĩnh, tương lai có thể lấy văn trị mà làm yên thiên hạ, sẽ không làm trẫm sầu lo. Về chuyện này, không ai mạnh bằng Thái tử. Khanh có thể chuyển ý của trẫm, khiến Hoàng hậu và Thái tử yên tâm phỏng?"」. Đại tướng quân Vệ Thanh dập tạ, bèn nói lại với mẹ con Thái tử, Hoàng hậu ngay sau đó bèn cởi trang sức tự trách. Từ ấy về sau, hễ khi Thái tử khuyên can Vũ Đế không nên chinh phạt tứ phương, Vũ Đế bèn cười nói: 「"Trẫm lãnh trọng trách gian khổ, không phải để con sau này an nhàn hay sao?"」. 
Từ sau đó, mỗi khi Hán Vũ Đế có việc rời khỏi kinh sư, Lưu Cứ nắm quyền "Giám quốc", còn nội đình sẽ do Hoàng hậu chủ trương, nếu có việc tối quan trọng thì mới cần báo lên Vũ Đế, nhưng thông thường ông cũng không hỏi gì nhiều, có xu hướng giao hết cho hai mẹ con Thái tử. Khi giải quyết công vụ, Lưu Cứ thường không như cha trừng trị quá nghiêm khắc quan tham, thường xuyên đem một số người bị xử quá nặng mà sửa lại giảm bớt, cũng khiến nhiều quan viên chấp pháp bất mãn. Vệ Hoàng hậu thấy con trai mình như vậy thì khuyên không nên đắc tội đại thần, khuyên con trai vẫn nên làm theo ý của Hán Vũ Đế mà không nên tùy tiện chỉnh sửa. Hán Vũ Đế nghe xong, hài lòng với cách làm của Thái tử, mà không đồng ý sự nhân nhượng sợ sệt của Vệ Hoàng hậu.

### Bị quần thần bức ép
Bởi vì Thái tử Lưu Cứ công khai chủ trương nhân đức, mà quần thần triều Vũ Đế rất nhiều người không cùng tư tưởng với Lưu Cứ nên đã dần có nhiều phe cánh chửi bới Thái tử. Năm Nguyên Phong thứ 5 (106 TCN), Đại tướng quân Vệ Thanh qua đời, các phe phái phản đối Thái tử nhân vì thấy một Thái tử đã mất đi ngoại thích, càng không xem Thái tử ra gì. Rất nhiều kế hoạch đã được triển khai nhằm hạ bệ Thái tử.
Hán Vũ Đế và các con trai hiếm khi ở bên nhau, Vệ Hoàng hậu cũng khó được gặp mặt. Một lần, Thái tử vào cung yết kiến Hoàng hậu, qua một thời gian rất lâu mới xuất cung. Một viên Hoàng môn tên là Tô Văn tâu với Vũ Đế rằng:「"Thái tử đùa giỡn với cung nữ"」. Vũ Đế nghe vậy, tăng thêm 200 người trong cung của Thái tử. Hồi lâu sau Thái tử mới biết chuyện này, từ đó hận Tô Văn. Từ đó, Hoàng môn Tô Văn, cùng Thường Dung và Vương Bật thường xuyên âm thầm tìm khuyết điểm của Thái tử, sau đó lại đi thêm mắm thêm muối mà đem báo cáo lên Hán Vũ Đế. Vệ Hoàng hậu hận đám người Tô Văn, muốn nói con trai tâu lên cha mình xử chết cả đi, nhưng Thái tử nói:「"Chỉ cần tâm của ta không sai, sợ gì một đám Tô Văn chứ?! Hoàng thượng thánh minh, sẽ không vì những lời này nghi kị con!"」. Một lần, Vũ Đế thấy không khỏe, sai Thường Dung truyền Thái tử đến. Sau đó, Thường Dung về báo cáo nói:「"Thái tử mặt mày vui vẻ"」, Vũ Đế im lặng không nói gì. Khi Thái tử vào, hốc mắt đã hơi ướt, nhưng lại ráng cười vui vẻ, Vũ Đế cảm thấy kì quái nên mới cử riêng người điều tra. Sau khi tra ra sự thực, đem Thường Dung giết đi. Vệ Hoàng hậu từ đó thường cẩn thận phòng bị, dù nhan sắc phai tàn và không còn được chuyên sủng, nhưng vẫn được Vũ Đế tôn trọng như trước.
Những năm Thái Thủy, người nước Triệu là Giang Sung đã tố giác Triệu Thái tử Lưu Đan, con trai của Triệu vương Lưu Bành Tổ, do vậy được Hán Vũ Đế trọng dụng. Có một lần, Lưu Cứ sai sứ giả đến Cam Tuyền cung thăm hỏi Vũ Đế, trên đường gặp Giang Sung cũng đang đi theo Vũ Đế đến Cam Tuyền cung. Sứ giả của Lưu Cứ khi ấy đang chạy xe trên Trì đạo (驰道), mà đây là đường độc nhất chỉ dành cho Thiên tử, quần thần dám đi là tội chết, do vậy Giang Sung sai người bắt giam sứ giả của Lưu Cứ. Biết chuyện, Lưu Cứ đến chỗ Giang Sung mà xin lỗi, nói: 「"Không phải ta tiếc của ngựa xe, chỉ là không nghĩ Bệ hạ biết chuyện, lại rằng ta quản giáo thủ hạ không nghiêm. Hi vọng Giang Quân lượng thứ"」. Nhưng Giang Sung vẫn tấu lên Vũ Đế, ông được Vũ Đế khen ngợi mà nói: 「"Làm thần tử, nên như thế!"」. Từ đó Giang Sung được Vũ Đế tín nhiệm rất lớn, và cũng vì vậy mà tạo nên sự hiềm khích khởi đầu giữa Lưu Cứ và Giang Sung. Về cuối đời, Hán Vũ Đế trở nên mê tín và sợ chết, nhiều lần cất công tìm thuốc trường sinh nhưng không thành, càng tín nhiệm những lời dựa vào dị tượng của Giang Sung.

## Vụ án Vu cổ

### Khởi động sự kiện
Thái tử Lưu Cứ có một anh họ là Công Tôn Kính Thanh, là con trai của Công Tôn Hạ với Vệ Quân Nhụ - chị cả của Vệ Hoàng hậu. Vì ỷ vào chức phận của cha, cũng như mẹ mình là chị cả của Vệ Hoàng hậu, Kính Thanh hành sự kiêu xa không tuân thủ pháp kỷ, địa vị trên Cửu khanh, lại lạm dùng quân lương của Bắc quân tới 1900 vạn tiền. Khoảng năm Chinh Hòa nguyên niên (92 TCN), sự tình của Kính Thanh bại lộ mà bị bắt vào ngục. Lúc này, Hán Vũ Đế hạ chiếu bắt giữ người Giang Lăng là Chu An Thế, Công Tôn Hạ hi vọng dùng cách này cứu con trai. Hán Vũ Đế đồng ý, Công Tôn Hạ nhanh chóng bắt được Chu An Thế quy án, nhưng đột nhiên Chu An Thế vu cáo Công Tôn Hạ tư thông cùng một con gái khác của Vũ Đế là Dương Thạch công chúa thực hiện thuật yểm bùa nguyền rủa, gọi là [Vu cổ].
Năm Chính Hòa thứ 2 (91 TCN), mùa xuân, Hán Vũ Đế lệnh bắt giữ Thừa tướng Công Tôn Hạ, lại cho bắt luôn đệ tử và môn khách, hạch rất nhiều tội không màn lê dân bá tánh mà chiếm đoạt tài sản. Cha con Hạ và Kính Thanh sau đó chết trong ngục. Từ lúc đó Vũ Đế lại trở nên đa nghi và sợ chuyện bùa yểm làm hại mình, do đó quyết định mở rộng việc điều tra này. Sau đó những thành viên trong thân tộc họ Lưu cũng bị liên lụy. Tháng 4 cùng năm, người chị khác mẹ của Thái tử Lưu Cứ là Dương Thạch công chúa và người chị cùng mẹ Chư Ấp công chúa đều bị xét tội dùng Vu cổ mà bị xử tử, con trai của Vệ Trưởng công chúa là Tào Tông cùng con trai của Vệ Thanh là Vệ Kháng vì bị hạch tội dính liếu mà cũng bị hành quyết. 
Trong lúc này, Hán Vũ Đế đổ bệnh, muốn ở lại Cam Tuyền cung. Mắt thấy Hoàng đế đã già yếu, Giang Sung ngẫm lại mình hay hà khắc với Thái tử, sợ sau này Hoàng đế qua đời thì Thái tử sẽ không tha cho mình, nên nhân sự việc mà muốn lật đổ Thái tử. Nghĩ thế, Giang Sung tâu lên Vũ Đế rằng bệnh của Hoàng đế trở nặng là do trong thiên hạ có kẻ dùng bùa yểm Vu cổ. Hán Vũ Đế lập tức nghe lời Giang Sung, trao cho Giang Sung toàn quyền làm sứ giả trừng trị cái tệ nạn Vu cổ của thiên hạ. Có được Thánh chỉ toàn quyền, Giang Sung cùng các Vu sư đào tìm kiếm các loại bùa yểm, hình nhân, lại cho bắt các người sống gần khu vực bị chỉ điểm, dùng cung hình bắt ép họ nhận tội. Bá tánh sợ hãi mà cứ vu cáo người này người nọ dùng thuật Vu cổ. Cuối cùng chỉ trong vòng có 1 tháng, số người chết vì bị cáo buộc dùng thuật Vu cổ đã đến hơn 10.000 người. Qua một thời gian dài như vậy, Vũ Đế cũng không thấy khởi sắc, Giang Sung bèn tâu trong cung có kẻ dùng thuật hãm hại Hoàng đế, nên Vũ Đế mệnh Giang Sung dẫn Án Đạo hầu Hàn Thuyết, Ngự sử Chương Cống cùng Hoàng môn Tô Văn điều tra. Giang Sung bắt đầu điều tra ở tẩm viện các phu nhân không được sủng ái, đến chỗ Vệ Hoàng hậu cũng không thấy gì. 
Tháng 7 năm đó, Giang Sung tìm đến cung của Thái tử, phát hiện một hình nhân gỗ. Lúc này Lưu Cứ cực kỳ kinh sợ, mà thấy Vũ Đế vẫn còn ở Cam Tuyền cung, không cho triệu thì không vào được, Lưu Cứ không cách nào đến trước mặt Hoàng đế mà chứng minh sự trong sạch của mình bèn hỏi Thiếu phó Thạch Đức, con trai của Thạch Khánh. Thạch Đức vì cảm thấy mình sẽ vì quan hệ với Thái tử mà cùng bị xử tử, bèn nói: 「"Trước đó cũng vì chuyện này, cha con Thừa tướng, hai vị Công chúa cùng nhà họ Vệ đều bị giết hại. Nay tuy lời vu cáo là giả, nhưng tìm được chứng cứ là thực, không dễ cho chúng ta phủi sạch tội. Nay chỉ có thể giả xưng Chiếu lệnh, dùng Phù tiết đem đám người Giang Sung giam vào, tấu lên nói rằng bọn họ âm mưu hãm hại mà xin điều tra rõ ràng. Hiện tại Hoàng đế nghỉ ở Cam Tuyền cung, mà ngài cùng Hoàng hậu đến xin đều không thể vào. Sinh mệnh Thiên tử ra sao nào ai biết, mà gian thần lại làm chuyện này, ngài chớ quên sự việc của Phù Tô triều Tần!"」. Lưu Cứ hết cách, bèn tiếp thu lời của Thạch Đức.

### Giết Giang Sung và khởi binh
Mấy ngày sau, tức ngày Canh Ngọ của tháng 7, Thái tử Lưu Cứ sai người giả mạo Thiên tử đến chỗ của Giang Sung, ra lệnh bắt ông ta. Trợ thủ của Sung là Hàn Thuyết nghi ngờ sứ giả và không nhận chiếu, liền bị người của Lưu Cứ giết chết tại chỗ. Liền đó, Ngự sử Chương Cống lẻn được ra ngoài mà đến Cam Tuyền cung diện kiến Vũ Đế. Bởi vì Lưu Cứ không rõ Vũ Đế bệnh tình ra so, còn sống hay không, cho nên quả quyết khởi binh. 
Vì quyền lực của Thái tử có hạn không thể điều động quá nhiều ngựa xe, Lưu Cứ liền sai một Xá nhân đem Phù tiết chạy đến Trường Thu môn trong Vị Ương cung, diện kiến Vệ Hoàng hậu, báo cáo hết thảy sự tình và xin trợ giúp. Vệ Hoàng hậu biết được, lập tức điều động ngựa xe của riêng Trung cung, xuất kho vũ khí, lại điều động đội Hộ vệ của Trường Lạc cung, phát cáo Giang Sung mưu phản. Thái tử Lưu Cứ tự tay mình giết Giang Sung, mắng:「"Tên nô tài nước Triệu! Nhà ngươi làm loạn cha con Triệu vương còn chưa đủ, dám đến đây làm loạn nhà của ta?!"」. Sau đó, Thái tử còn ở Thượng Lâm uyển thiếu chết một Hồ Vu sư. Hoàng môn Tôn Văn cũng tức tốc thoát khỏi Trường An, nhắm đến Cam Tuyền cung diện kiến Vũ Đế, tố Thái tử hành sử khác thường. Vũ Đế nghe ra cũng hiểu chuyện, chỉ nói:「"Thái tử hẳn là rất sợ hãi, nó đối với đám người Giang Sung sớm đã có thù oán, cho nên mới xảy ra chuyện này đây"」. Sau đó, ông lại sai sứ giả đến Trường An, triệu kiến Thái tử. Sứ giả lại khiếp đảm chưa dám vào thành, liều mạng nói dối rằng:「"Thái tử muốn phản, muốn giết thần, thần mới chạy"」. Hán Vũ Đế tin Thái tử phản, đại nộ.
Tả Thừa tướng Lưu Khuất Li vốn có thù riêng với Thái tử, thế là Lưu Cứ để môn khách làm tướng, dẫn binh vây phủ của Lưu Khuất Li, khiến Khuất Li phải bỏ lại quan ấn mà chạy. Trưởng sử trong phủ của Lưu Khuất Li vội đánh xe đến Cam Tuyền cung báo cáo Vũ Đế, Vũ Đế hỏi Khuất Li làm gì, khi biết y bỏ chạy thì tức giận, mắng Khuất Li không có phong độ như Chu Công, bèn thảo chiếu mà ban cho Khuất Li, nói:「"Bắt hết bọn nghịch tặc. Trẫm sẽ tự thưởng phạt phân minh. Dùng xe bò yểm trợ, không cần giáp đấu với bọn phản nghịch, bảo toàn Vệ quân. Lệnh tử thủ cửa thành, không cho đám nghịch tặc này lao ra Trường An!"」. Lưu Cứ cứ như Phù Tô năm xưa khi đối diện chiếu thư của Triệu Cao, cho rằng đó căn bản không phải là Vũ Đế ra chỉ mà là do bọn gian thần thay quyền, bèn hướng đến quan viên mà nói Hoàng đế vì bệnh mà luôn ở Cam Tuyền cung, hoài nghi có lẽ đã xảy ra chuyện, bọn gian thần muốn thừa cơ phản loạn nên không tin Chiếu lệnh. Thế là Hán Vũ Đế phải đích thân rời khỏi Cam Tuyền cung để đi đến Kiến Chương cung thuộc phía Tây thành Trường An, dẫn đầu khống chế binh quyền, ban bố chiếu thư điều động quân đội phụ cận từ Tam Phụ, điều động các quan viên lãnh Trung 2.000 thạch đều quy về Lưu Khuất Li. Thái tử Lưu Cứ biết mình yếu thế, lại giả Thánh chỉ đem tù nhân thả ra, mệnh Thạch Đức cầm quân chia các cánh quân, lại sai Như hầu vốn bị giam trong ngục thành Trường An cầm phù tiết điều động được Kỵ binh người Hồ, trang bị hạng nặng Thiết kỵ, chuẩn bị tập hợp ứng phó quân chính quy của Vũ Đế.
Đối phó với Thái tử, Vũ Đế lập tức chỉnh đi chỉ dụ của mình, tuyên bố Thái tử dùng lệnh đều là giả, rất nhanh khiến nhiều quân đội của Thái tử bị vô hiệu hóa. Thái tử đến doanh trại Bắc Quân, đem Phù tiết định điều động quân đội Bắc Quân, nhưng Sứ giả quản lý Bắc Quân là Nhậm An không chịu theo lời Thái tử, đóng cửa sau khi nhận Phù tiết khiến Thái tử lần nữa không điều binh được. Sau đó, Thái tử đem số người ít ỏi đến 4 chợ Trường An, khiến chừng 10.000 người ở đó được võ trang tạm thời, kéo đến bên ngoài Tây Môn của Trường Lạc cung mà giao chiến với Lưu Khuất Li. Trong vòng 5 ngày, hai bên giằng co quyết liệt, chết cả chục ngàn người, máu theo mương chảy nhuộm cả một góc thành. Khi đó dân gian nói Thái tử mưu phản, không ai chịu theo Thái tử nữa, quân của Khuất Li càng được gia tăng.
Ngày Nhâm Dần tháng 7, Lưu Cứ bại trận, đem theo người của mình chạy trốn đến phía Nam thành Trường An qua Phúc Áng môn (覆盎門). Khi đó, gác cổng thành là Tư trực Điền Nhân, cảm thấy quan hệ giữa Vũ Đế và Thái tử là cha con, không tiện gây khó dễ cho Thái tử nên để Thái tử thuận lợi ra khỏi thành.

### Thảm bại mà chết
Sau khi Lưu Cứ chạy trốn, Vũ Đế chất vấn Ngự sử đại phu Bạo Thắng Chi ngăn cản Lưu Khuất Li chém Điền Nhân vì tội để Thái tử chạy thoát, Thắng Chi do vậy sợ hãi tự sát. Sau đó, Hán Vũ Đế đem Nhậm An can tội hai lòng cùng Điền Nhân phóng thả Thái tử, đều bị chém ngang eo. Các môn khách của Thái tử, cùng Thái tử mưu phản hoặc chỉ cần từng ra vào cung, đều bị tội tử hình và giết sạch cả nhà. Quan lại và binh lính ai thừa loạn lạc mà cướp bóc, đều bị đày đi Đôn Hoàng. Vì Thái tử đào vong, thành Trường An bắt đầu thiết lập doanh trại quân đội. Hồ Quan Tam lão Lệnh Cô Mậu (令孤茂) dâng biểu giải oan cho Thái tử, gọi là "Tụng Thái tử oan thư" (訟太子冤書), lời lẽ hết sức cảm động bảo vệ:
| “                                      | 臣聞父者猶天，母者猶地，子猶萬物也。故天平地安，陰陽和調，物乃茂成；父慈母愛，室家之中子乃孝順。陰陽不和，則萬物夭傷；父子不和，則室家喪亡。故父不父則子不子，君不君則臣不臣，雖有粟，吾豈得而食諸！昔者虞舜，孝之至也，而不中於瞽叟；孝已被謗，伯奇放流，骨肉至親，父子相疑。何者？積毀之所生也。由是觀之，子無不孝，而父有不察，今皇太子為漢適嗣，承萬世之業，體祖宗之重，親則皇帝之宗子也。江充，布衣之人，閭閻之隸臣耳，陛下顯而用之，銜至尊之命以迫蹴皇太子，造飾奸詐，群邪錯謬，是以親戚之路隔塞而不通。太子進則不得上見，退則困於亂臣，獨冤結而亡告，不忍忿忿之心，起而殺充，恐懼逋逃，子盜父兵以救難自免耳，臣竊以為無邪心。《詩》曰：『營營青蠅，止於籓；愷悌君子，無信讒言；讒言罔極，交亂四國。』往者江充讒殺趙太子，天下莫不聞，其罪固宜。陛下不省察，深過太子，發盛怒，舉大兵而求之，三公自將，智者不敢言，辯士不敢說，臣竊痛之。臣聞子胥盡忠而忘其號，比幹盡仁而遺其身，忠臣竭誠不顧鈇鉞之誅以陳其愚，志在匡君安社稷也。《詩》云：『取彼譖人，投畀豺虎。』唯陛下寬心慰意，少察所親，毋患太子之非，亟罷甲兵，無令太子久亡。臣不勝惓惓，出一旦之命，待罪建章闕下。 . Thần nghe nói: Cha ví như trời, mẹ ví như đất, con cái thì như vạn vật. Cho nên chỉ có trời cao bình lặng, đất lớn bình yên, vạn vật mới có thể tươi tốt. Chỉ có "Phụ từ, Mẫu ái" thì con cái mới dốc lòng hiếu thuận. Âm dương bất hòa, tắc vạn vật yểu mệnh. Phụ tử bất hòa, thất gia tang vong. Cố phụ bất phụ tắc tử bất tử, quân bất quân tắc thần bất thần. Nhớ đến Ngu Thuấn, cái Hiếu làm chí, cũng không bất Trung với Cổ Tẩu. Hiếu mà bị báng bổ, Bá Kỳ phóng lưu, cốt nhục chí thân, phụ tử tương nghi. Đó là tàn phá căn bổn. Có thể thấy, con không bất hiếu, cha cũng bất sát. Hiện giờ Hoàng thái tử vốn là người thừa kế hợp pháp của Hán triều ta, đảm đương trọng trách thừa kế nghiệp lớn muôn đời, chấp hành phó thác của Tổ tông, luận về quan hệ thì là Đích trưởng tử của Hoàng thượng. Giang Sung kia là một kẻ đầu đường xó chợ, mà Bệ hạ lại sủng ái hắn, làm hắn nuôi mộng hãm hại Hoàng thái tử, tụ tập một đám gian tà tiểu nhân, tiến hành lừa gạt và vu oan Hoàng thái tử, bức bách hãm hại, khiến quan hệ cha con giữa Bệ hạ và Thái tử ách tắc không thông. Thái tử nếu tiến thì không gặp được Bệ hạ, lùi thì ngay lập tức bị bọn chúng câu xé, một mình hàm oan, không chỗ khiếu nại, nhịn không được phẫn hận mà nổi binh giết Giang Sung, lại sợ Bệ hạ giáng tội mà cấp bách đào vong. Thái tử là con của Bệ hạ, hồ đồ lấy trộm quân đội của ngài, âu cũng là sợ hãi vì cứu nạn bản thân không để bị bọn chúng hãm hại mà thôi. Thần không cho ý của Thái tử là hung ác dã tâm. 《Kinh Thi》 nói:"Doanh doanh thanh dăng, chỉ vu phiên. Khải đễ quân tử, vô tín sàm ngôn. Sàm ngôn võng cực, giao loạn tứ quốc". Trước đó, Giang Sung lấy lời dèm hại chết Triệu Thái tử, người trong thiên hạ đều biết được. Nay Bệ hạ không tận lực điều tra, đã vội vàng trách cứ Thái tử, điều động đại quân vây bắt Thái tử, còn mệnh Thừa tướng tự mình chỉ huy, khiến kẻ hiền trí không dám góp lời, khiến kẻ hùng biện khó có thể há mồm, trong lòng thần thật sự cảm thấy thương tiếc. Mong Bệ hạ nguôi ngoai cơn giận, không cần quá canh cánh sai lầm của Thái tử, thu hồi lệnh truy đuổi Thái tử, đừng để Thái tử phải lẩn trốn bên ngoài. Thần vì Bệ hạ liều mạng đem một tấm lòng Trung này khuyên can, sẵn sàng phụng mệnh ở ngoài cửa Kiến Chương cung. | ” |
| — Tụng Thái tử oan thư của Lệnh Cô Mậu | |   |

Hán Vũ Đế liên tiếp tru phạt khiến cho quần thần lo lắng sợ hãi, không biết như thế nào cho phải. Tấu thư của Lệnh Cô Mậu dâng lên, Vũ Đế đọc qua mà cảm động, song vẫn không phát lệnh dừng chính thức truy đuổi Thái tử.
Trong khi ấy, Hoàng thái tử Lưu Cứ chạy đến huyện Hồ thuộc Kinh Triệu doãn, tá túc trong một gia đình bần hàn ven suối. Cả gia đình đó khúm núm cung phụng Thái tử cùng 2 vị Hoàng tôn đi theo. Sau đó Lưu Cứ nhớ đến một người bạn khá giàu có cũng ở huyện Hồ, do vậy sai người đi tìm, nhưng chẳng may để tin tức lộ ra. Ngày Tân Hợi, tháng 8 năm đó, quan viên địa phương vây bắt Thái tử. Hoàng thái tử Lưu Cứ, tại vị Quốc trữ Phó quân đã 30 năm, ngay tại căn nhà nghèo khó này mà tự sát. Một Nam tử người Sơn Dương là Trương Phú Xương đạp cửa ra, Tân An huyện lệnh sử Lý Thọ đến kéo Thái tử xuống, người chủ nhà do đánh nhau với phe Lý Thọ mà bị giết, hai Hoàng tôn đi theo Lưu Cứ cũng bị bọn người Lý Thọ hãm hại. Di thể của Lưu Cứ và 2 người con trai được chôn vội ở huyện Hồ. Sau đó, Hoàng hậu Vệ Tử Phu bị Vũ Đế ra chỉ thu hồi Tỷ thụ Hoàng hậu, thẹn mà tự sát. Thiếp của Lưu Cứ là Sử lương đệ, con trai Sử Hoàng tôn Lưu Tiến cùng con dâu Vương Ông Tu cũng đều bị hại tại Trường An.

### Được giải oan
Sang năm Chinh Hòa thứ 3 (90 TCN), Hán Vũ Đế phát hiện thêm manh mối về Vụ án Vu cổ, chứng thực Thái tử khởi binh là do cùng quẫn bí bách, không như đám người Tô Văn cùng Lý Quảng Lợi tố giác. Lúc này, người trông coi lăng miếu của Hán Cao Tổ tên là Điền Thiên Thu dâng tấu giải oan cho Thái tử:「"Làm con mà tự tiện điều động quân lính của cha, tội này ứng chịu quất roi. Con của Thiên tử bị kẻ khác ngộ sát, là tội gì! Có một ông lão đầu bạc báo mộng cho thần, khuyên thần dâng sớ"」. Vì thế Hán Vũ Đế bỗng nhiên tỉnh ngộ, triệu kiến Điền Thiên Thu, nói:「"Chuyện giữa cha con ta, người khác khó có thể nói xen vào, chỉ có ngươi biết huyền cơ. Đây là Cao Tổ Hoàng đế hiện linh phái ngài tới chỉ giáo ta, ngài hẳn nên đảm nhiệm làm Phụ tá Đại thần cho ta!"」. Điền Thiên Thu được bái làm Đại hồng lư.
Hán Vũ Đế nhâm mệnh Điền Thiên Thu làm Đại hồng lư thì liền phái Thiên Thu điều tra Vu án Vu cổ trước kia. Giang Sung đã chết, Hán Vũ Đế khôi phục lại lệnh cấm tru di toàn tộc đã bị Hán Văn Đế Lưu Hằng giải trừ, đem toàn bộ 3 nhà Giang Sung đều chém đầu. Lại phỏng Thái tử thiêu chết Hồ Vu sư, đem thiêu chết Tô Văn ở trên cầu Hoàng Kiều. Công lao bình định Thái tử là Mãng Thông, bị đem xử tử; đem những kẻ từng dùng binh khí áp chế Thái tử ở căn nhà bên suối đều bị điều đi phía Bắc, sau cũng cho chém chết toàn tộc. Những người vì vây bắt Thái tử mà được phong Hầu gồm Đỗ hầu Thương Khâu Thành, Đề hầu Trương Phú Xương cùng Hàn hầu Lý Thọ đều phân biệt bị bức tự sát, bị kẻ cướp giết và bị Hán Vũ Đế xử tử. Kẻ vu hãm Thái tử là Lý Quảng Lợi và Lưu Khuất Li bị diệt tộc.
Hán Vũ Đế tuổi già nhớ nhung Lưu Cứ, cho sửa cung điện gọi là Tư Tử cung (思子宮; có nghĩa là "Cung nhớ con"), sau lại cho xây ở huyện Hồ một Vong đài tên Quy Lai Vọng Tư đài (歸來望思台), lấy ý nghĩa gợi về thương nhớ. Người trong thiên hạ nghe nói chuyện này cũng đều bi thương cho Thái tử.

## Truy tôn
Sau khi Hán Chiêu Đế băng hà, Hoắc Quang lập Xương Ấp vương Lưu Hạ kế vị. Nhưng sau 27 ngày, Lưu Hạ bị phế truất do thiếu khả năng trị vì. Thế là, Hoằng tằng tôn Lưu Bệnh Dĩ, con trai Sử hoàng tôn Lưu Tiến cùng Vương Ông Tu được Hoắc Quang chọn làm người kế vị Chiêu Đế, sử gọi Hán Tuyên Đế.
Năm Nguyên Bình nguyên niên (74 TCN), tháng 7, ngày Canh Thân, Hán Tuyên Đế tức vị. Năm Bổn Thủy nguyên niên (73 TCN), tháng 6, hạ chiếu nói:「"Cố Hoàng thái tử táng ở huyện Hồ, không có thụy hiệu, cũng không có bốn mùa hiến tế theo lễ, nay nên nghị định thụy hiệu, thiết trí viên tẩm cùng an bài dân hộ trông coi lăng viên"」. Quan viên tâu lên nên truy tôn cho Thái tử Lưu Cứ, Sử lương đệ, Sử hoàng tôn cùng Vương phu nhân. Tấu viết:
| “                                                | 《礼》‘为人后者，为之子也’，故降其父母不得祭，尊祖之义也。陛下为孝昭帝后，承祖宗之祀，制礼不逾闲。谨行视孝昭帝所为故皇太子起位在湖，史良娣冢在博望苑北，亲史皇孙位在广明郭北。谥法曰‘谥者，行之迹也’，愚以为亲谥宜曰悼，母曰悼后，比诸侯王国，置奉邑三百家。故皇太子谥曰戾，置奉邑二百家。史良娣曰戾夫人，置守冢三十家。园置长丞，周卫奉守如法。 . Kinh Lễ nói:"Vi nhân hậu giả, vi chi tử dã". Cho nên thân sinh phụ mẫu nếu đã bị hàng vị, thì không nên tự tôn hiệu cùng hưởng tế, đây là cựu lệ của tổ tông. Nay bệ hạ là người thừa tự của Hiếu Chiêu Đế-Hậu, kế thừa tổ tông đại tế, càng không thể vượt quá quy định của tổ tông. Muốn kính cẩn hành sự, nên y theo Hiếu Chiêu hoàng đế định: Cố Thái tử lập mộ ở huyện Hồ, mộ của Sử lương đệ lập ở phía bắc Bác Vọng uyển, lăng mộ của Sử hoàng tôn ở phía Bắc của Quảng Minh. Thụy pháp viết:"Thụy giả, hành chi tích dã". Thần xin nghị truy tôn thụy hiệu cho Sử hoàng tôn là Điệu, Vương phu nhân tức là Điệu hậu, đối chiếu quy cách của Chư hầu Vương để thành lập viên tẩm, phối trí thái ấp cung phụng 300 hộ. Cố Hoàng thái tử thụy là Lệ, phối trí thái ấp cung phụng là 200 hộ. Sử lương đệ thụy là Lệ phu nhân, bố trí thái ấp cung phụng cho mộ là 30 hộ. Viên tẩm từng vị nên thiết trí Trưởng thừa, Chu vệ phòng thủ đều như chế pháp đã định. | ” |
| — Lời tấu nghị truy tặng cho gia đình Lệ Thái tử | |   |

Căn cứ khảo cổ hiện tại, khu vực mộ của Lệ Thái tử Lưu Cứ được gọi là Lệ Thái tử mộ (戾太子墓), tọa lạc ở phía Nam của thôn Để Đổng thuộc trấn Dự Linh (豫灵镇底董村), cách 50 km về phía Tây so với thành phố Linh Bảo, tỉnh Hà Nam, Trung Quốc. Thụy hiệu của Lưu Cứ là chữ [Lệ; 戾], sách cổ có niên đại xưa nhất về giải thích thụy hiệu là Dật Chu thư (逸周书), trong phần "Thụy pháp giải" (谥法解) có ghi: 「"Bất hối tiền quá viết Lệ. Bất tư thuận thụ viết Lệ. Tri quá bất cải viết Lệ"; 不悔前過曰戾；不思順受曰戾；知過不改曰戾。」. Cả 3 ý đều đại khái rằng, không ân hận việc đã làm, không nghĩ đến việc thuận theo và biết mà không đổi thì gọi là ["Lệ"]. Có thể thấy rõ, dựa theo lý giải có từ đời nhà Chu, chữ "Lệ" này mang nghĩa tiêu cực và có ý trách mắng Lưu Cứ. Đổng Trọng Thư cũng có nói qua sự tiêu cực khi dùng chữ "Lệ" này: ["Hữu kỳ công vô kỳ ý vị chi Lệ, Vô kỳ công hữu kỳ ý vị chi Tội"; 有其功无其意谓之戾，无其功有其意谓之罪]. 
Sử gia Thần Toản (臣瓒) chú thích ở "Tuyên Đế kỷ" trong Hán thư có nói: 「"Thái tử giết Giang Sung là trừ đi giặc loạn, mà việc không được minh xét. Sau Vũ Đế giác ngộ, đem giết cả nhà họ Sung, Tuyên Đế bất đắc dĩ thêm thụy xấu vậy"; 太子诛江充以除谗贼，而事不见明。后武帝觉寤，遂族充家，宣帝不得以加恶谥也。」.

## Gia đình
- Phụ thân: Hán Vũ Đế Lưu Triệt.
- Mẫu thân: Hoàng hậu Vệ Tử Phu.
- Thê thiếp:

1. Sử lương đệ (史良娣; ? - 91 TCN), sinh Lưu Tiến.
2. Lý thị (李氏), xuất thân từ nhà Lý Quảng Lợi[68].

- Hậu duệ:
  - Sử Hoàng tôn Lưu Tiến [劉進]
    - Hiếu Tuyên Hoàng đế Lưu Tuân [劉詢]

  - Hai người con trai, một người con gái không rõ tên.